# フランチェスコ・カラッチョロ級戦艦
| フランチェスコ・カラッチョロ級戦艦 | フランチェスコ・カラッチョロ級戦艦 |
| ---------------------------------- | --- |
| 本級の完成予想図                   | |
| 艦級概観                           | |
| 艦種                               | 戦艦 |
| 艦名                               | 人名 |
| 前級                               | カイオ・ドゥイリオ級 |
| 次級                               | ヴィットリオ・ヴェネト（リットリオ）級戦艦 |
| 性能諸元（改装後）                 | |
| 排水量                             | 常備：29,400トン 満載：33,950トン |
| 全長                               | 212.0m |
| 全幅                               | 29.6m |
| 吃水                               | 9.5m |
| 機関                               | ヤーロー式重油・石炭混焼水管缶20基 +パーソンズ式直結タービン（低速・高速）2組4軸推進                                                                       |
| 最大出力                           | 108,000hp |
| 最大速力                           | 28.0ノット |
| 航続距離                           | 10ノット/8,000海里 |
| 燃料                               | 重油：1,800トン |
| 乗員                               | 1,480名 |
| 兵装                               | アームストロング Mark I 38.1cm（40口径）連装砲4基 アームストロング 15.2cm（45口径）単装速射砲16基 10.2cm（45口径）単装速射砲12基 45cm水中魚雷発射管単装8門 |
| 装甲                               | 舷側：300mm（最厚部） 甲板：38～86.3mm 主砲塔： 396mm（前盾）30mm（側盾・後盾）、150mm（天蓋） 主砲バーベット部：396mm（最厚部） 司令塔：355mm（側盾）     |

フランチェスコ・カラッチョロ級戦艦 (伊:Navi da battaglia della Classe Francesco Caracciolo) は、イタリア王立海軍 (Regia　Marina) が保有した超弩級戦艦の艦級。イギリス海軍の技術協力を得て建造した高速戦艦である。常備排水量約30,000トンの船体に40口径15インチ砲（連装砲塔4基、計8門）を備え、28ノットを発揮する予定であったが、第一次世界大戦の勃発とイタリア王国（連合国）の参戦により、1914年から1915年にかけて起工した4隻とも未完成で終わった。本級のために用意された15インチ（38.1センチ）砲は、モニター艦に転用された。
ナポリで建造されたネームシップのフランチェスコ・カラッチョーロ (Francesco Caracciolo) のみ、1920年に進水した。航空母艦や水上機母艦、貨客船に改造する計画もあったが、最終的に中止となり解体された。

## 概要

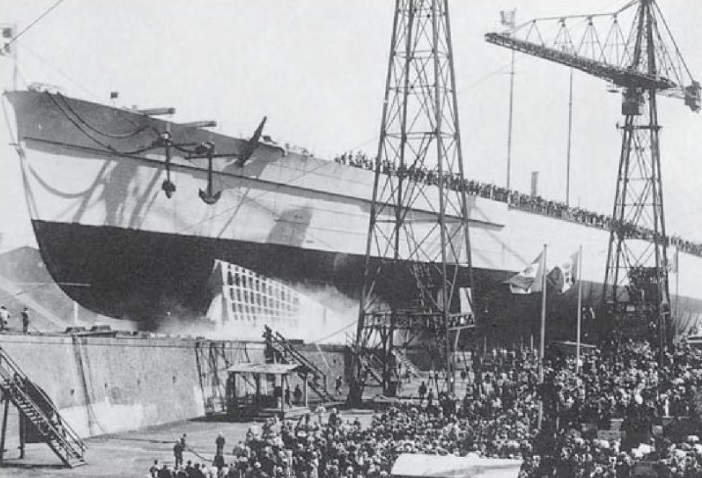
フランチェスコ・カラッチョロの進水式

イタリア王国が保有した最初の弩級戦艦は、ダンテ・アリギエーリ (Dante Alighieri) である。三連装砲塔4基を、船体の中心線上に配置した点が特徴である。次級のコンテ・ディ・カブール級戦艦は、イタリア戦艦として初めて背負い式主砲配置を採用したが、連装砲塔と三連装砲塔の混在式であった。副砲火力を強化したカイオ・ドゥイリオ級戦艦も、主砲は前級と同様の配置と砲数であった。
第一次世界大戦前のイタリアの仮想敵国は、アドリア海方面においてはオスマン帝国とオーストリア＝ハンガリー帝国である。
このうちオスマン帝国海軍はイギリスにレシャド5世（レシャディエ）を発注し、ブラジルがイギリスに発注した戦艦リオデジャネイロを購入してスルタン・オスマン一世 (Sultan Osman-ı Evvel) と命名したが、諸事情により2隻ともオスマン＝トルコ帝国の手に渡らなかった。
一方のオーストリア＝ハンガリー帝国海軍は、イタリア弩級戦艦に対抗してテゲトフ級戦艦（フィリブス・ウニティス級）4隻を建造した。続いて計画した「エルザッツ・モナルヒ級戦艦」（モナルヒ代艦）は、シュコダ製45口径35cm砲を搭載する超弩級戦艦であった。劣勢を悟ったイタリア海軍は超弩級戦艦の整備を計画し、イギリスに協力を仰ぐ。この時期のイギリス海軍は、42口径15インチ（38.1センチ）砲を搭載して速力25ノットを出す高速戦艦のクイーン・エリザベス級戦艦を起工していた。イギリスは38.1cm砲（15インチ砲）を提供する事が出来た。これにより、本級は40口径15インチ（38.1センチ）砲を搭載する高速戦艦としてフェランディ (Edgardo Ferrati) 造船少将の推進に設計された。計画速力は28ノットを目標としており、船体の縦横比率は従来艦の5.8～6.0に比べ6.8と高速を出しやすい形状となっていた。本級は4隻の建造が承認され、1914年に起工した。だが第一次世界大戦の勃発や1915年5月23日のイタリア王国参戦に伴う資材不足、小型艦艇の増産優先などの理由により、全艦建造中断となった。本級のために用意された15インチ砲は、モニター艦などに転用された。
アンサルド社は、建造中止になったクリストファー・コロンボの機関を、同造船所で建造中の貨客船ローマに流用した。
その後、アンサルド社が建造中止となっていた1番艦フランチェスコ・カラッチョロを航空母艦へ改造することを提案し、それに対して一旦はイタリア海軍も理解と関心を示した。だが、イタリアの財政危機によりこの計画は不可能となり、代わりとしてアンサルド社は水上機母艦への改装を提案。カステラマーレ造船所で建造工事は再開され1920年5月30日（12日）に進水するも、この改装も結局中止となり10月25日に売却された。その後、貨客船に改造する案もあったが採算の問題で中止となり、最終的に解体された。
1922年2月6日に締結されたワシントン海軍軍縮条約で、フランスとイタリアは合計排水量6万トンまでの空母保有を許された。フランスは建造中止になったノルマンディー級戦艦のベアルンを空母に改造したが、第二次世界大戦までこの1隻しか保有しなかった。イタリアは戦間期に空母を保有せず、世界大戦直前に大型貨客船2隻を空母に改造しようとしたが未完成に終わった

## 艦形
本級の船体形状は中央楼型船体である。前級までの特徴であった水面下のカット・オフ艦首ではなく、なだらかに傾斜するクリッパー型艦首に改められた。全くシア（反り返り）のない前部甲板上に新型の38.1cm砲を収めた連装砲塔で1番主砲塔が1基配置し、その後部から中央楼の上に2番主砲塔が1基配置されて背負い式配置となっていた。艦橋を装甲化して司令塔化し、その背後に前向きで三脚型の前部マストを建てた。船体中央部の2本煙突が立ちその周囲は艦載艇置き場となっており2番煙突の直前に立つ後部マストの左右に1基ずつのクレーン2基により運用された。副砲の45口径15.2センチ速射砲は波浪の影響を受けにくい最上甲板上の中央楼の側面に、舷側ケースメイト配置で片舷8基ずつ計16基が配置する工夫がされていた。後部司令塔と後ろ向きの3番主砲塔が配置した所で中央楼は終了し、後部甲板上に4番主砲塔が1基配置された。艦尾水面下には4軸のタービン軸に接続されたスクリュープロペラと中心線上に舵を配置し、前側に前後に長い副舵と後側に大型の主舵を配置した。

## 主砲、そのほかの武装
本級の主砲として、アームストロング・エルジック社の協力で国内のボッゾーリ社で国産された「1914年型 38.1cm（40口径）砲」が採用された。その性能は重量884kgの主砲弾を最大仰角20度で射距離19,800mまで届かせられる性能であった。発射速度は1分間に1.5～2発、仰角は仰角20度・俯角5度であった。動力は蒸気機関による水圧ポンプ駆動であり補助に人力を必要とした。旋回角度は艦首方向を0度として左右162度の旋回角が可能であった。
なお、本級の建造中断により不要となった38.1cm砲は、対地支援を主任務とするモニター艦に流用された。イタリア海軍のモニター艦は、イギリス海軍の同種艦より簡易な構造で、浮き砲台な性格が強い。1916年4月にモニター艦アルフレッド・カプリーニ (Alfredo Cappellini) が完成したが、起重機パージに15インチ連装砲を搭載した急造艦で、エンジンや推進器こそ装備しているが外洋航海もできなかった。同艦の15インチ砲は、未完成戦艦フランチェスコ・モロシーニ (Francesco Morosini) に搭載予定だったもの。
1917年7月に完成したモニター艦ファー・ディ・ブルーノ (Faá di Bruno) は、それなりの完成度をもっていた。このモニター艦の15インチ砲は、未完成戦艦クリストフォロ・コロンボ (Cristoforo Colombo) に搭載予定だったもの。艦名はリッサ海戦でイタリア装甲艦レ・ディタリアが沈没した時に運命を共にして戦死したエミリオ・ファ・ディ・ブルーノ艦長に由来する。1924年に除籍後も「GM194号」の名称で使用された。
その他にも、38.1cm砲身を1門ずつ流用した小型モニターが数隻建造された。また数門が陸上砲 (381/40 AVS) に転用され、イタリア王立陸軍 (Regio Esercito) の列車砲として運用された。ヴェネツィアを防御するアマルフィ要塞の沿岸砲となった砲塔もある。

## 同型艦
- フランチェスコ・カラッチョーロ (Francesco Caracciolo)

カステラマーレ造船所で1914年10月12日起工、1916年3月工事中止、1920年5月12日進水、同年10月25日売却後、解体処分。
- クリストーフォロ・コロンボ (Cristoforo Colombo、クリストファー・コロンブスのイタリア語読み)

アンサルド社ジェノヴァ造船所で1915年3月14日起工、間もなく工事中止。その後、解体処分。日本海軍の士官がコロンボの解体前後に、アンサルド社を見学している。
- マルカントニオ・コロンナ (Marcantonio Colonna)

オデロ社ジェノヴァ造船所で1915年3月3日起工、1915年工事中止後、解体処分。
- フランチェスコ・モロジーニ (Francesco Morosini)

オルランド社リヴォルノ造船所で1915年6月27日起工、1915年工事中止後、解体処分。